# Schlosskapelle Weesenstein

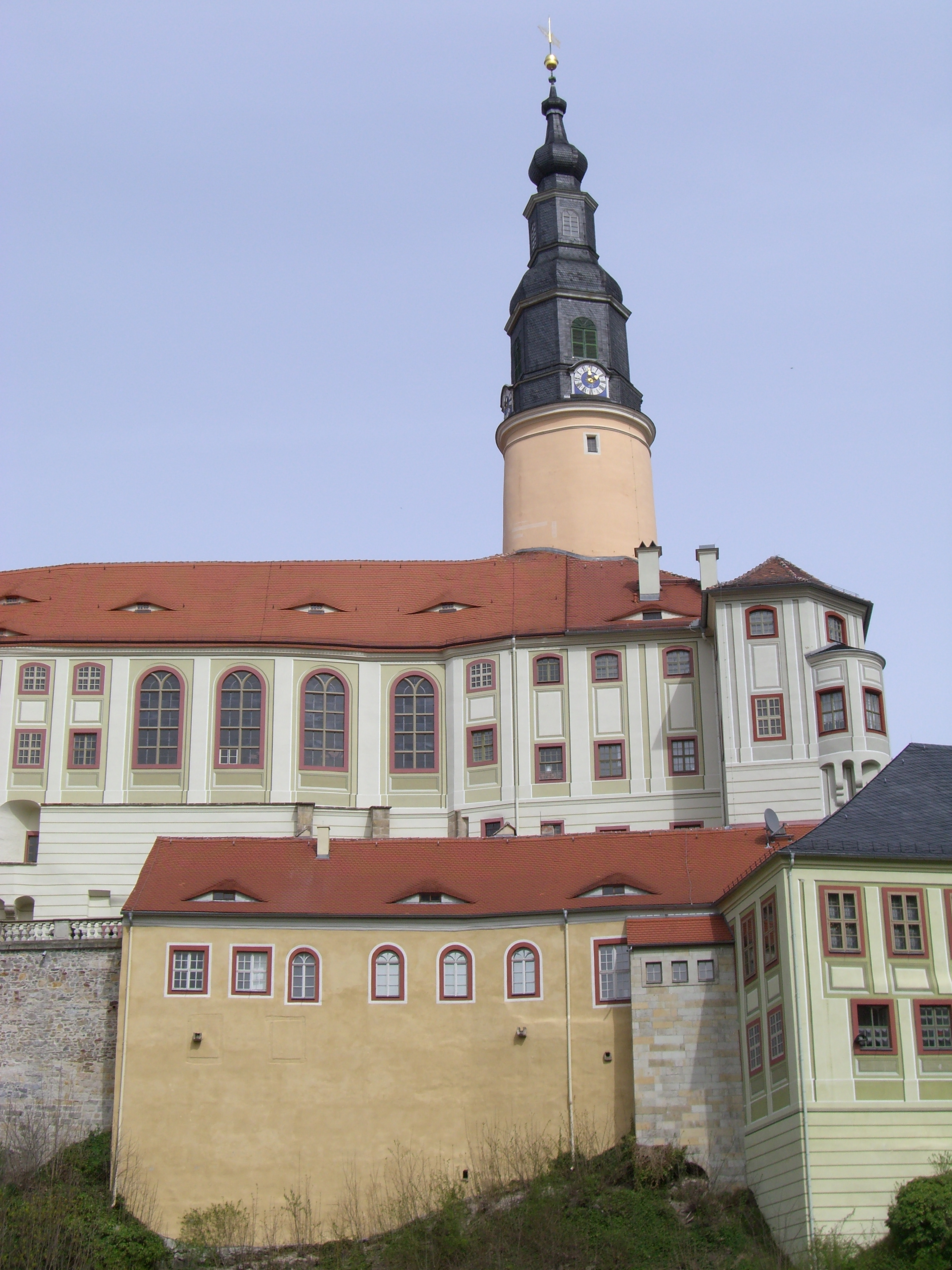
Blick vom Schlosspark zur Schlosskapelle. Die vier großen Rundbogenfenster und die Auswölbung der Außenmauer kennzeichnen die Lage der Kapelle

Die Lage der evangelischen Schlosskapelle Weesenstein im oberen Schlosshof des Schlosses Weesenstein ist durch die Wölbung der Außenmauer an der Fassade des Schlosses und den großen Rundbogenfenstern vom Schlosspark aus zu sehen. Sie ist ein Werk des späten Barock, beeinflusst durch den bekannten Dresdner Baumeisters George Bähr, erbaut nach den Plänen seines Amtsnachfolgers Johann George Schmidt.

## Gotischer Vorgängerbau
Im Jahr 1504 bestätigte der Bischof von Meißen Johann VI. die erste Schlosskapelle, die Rudolf II. von Bünau erbauen ließ. Sie wurde ausschließlich für die Schlossbesitzer und ihre Diener errichtet. Mit einem eigenen, vom Papst genehmigten Schlossgeistlichen war sie die kleinste Pfarrei in Sachsen.
Der gotische Vorgängerbau wurde 1738 abgerissen und durch einen Neubau ersetzt. Das hölzerne Kruzifix in der heutigen Kapelle, um 1500 datiert, ist wahrscheinlich Teil eines Altars dieser gotischen Kapelle.

## Heutige Schlosskapelle

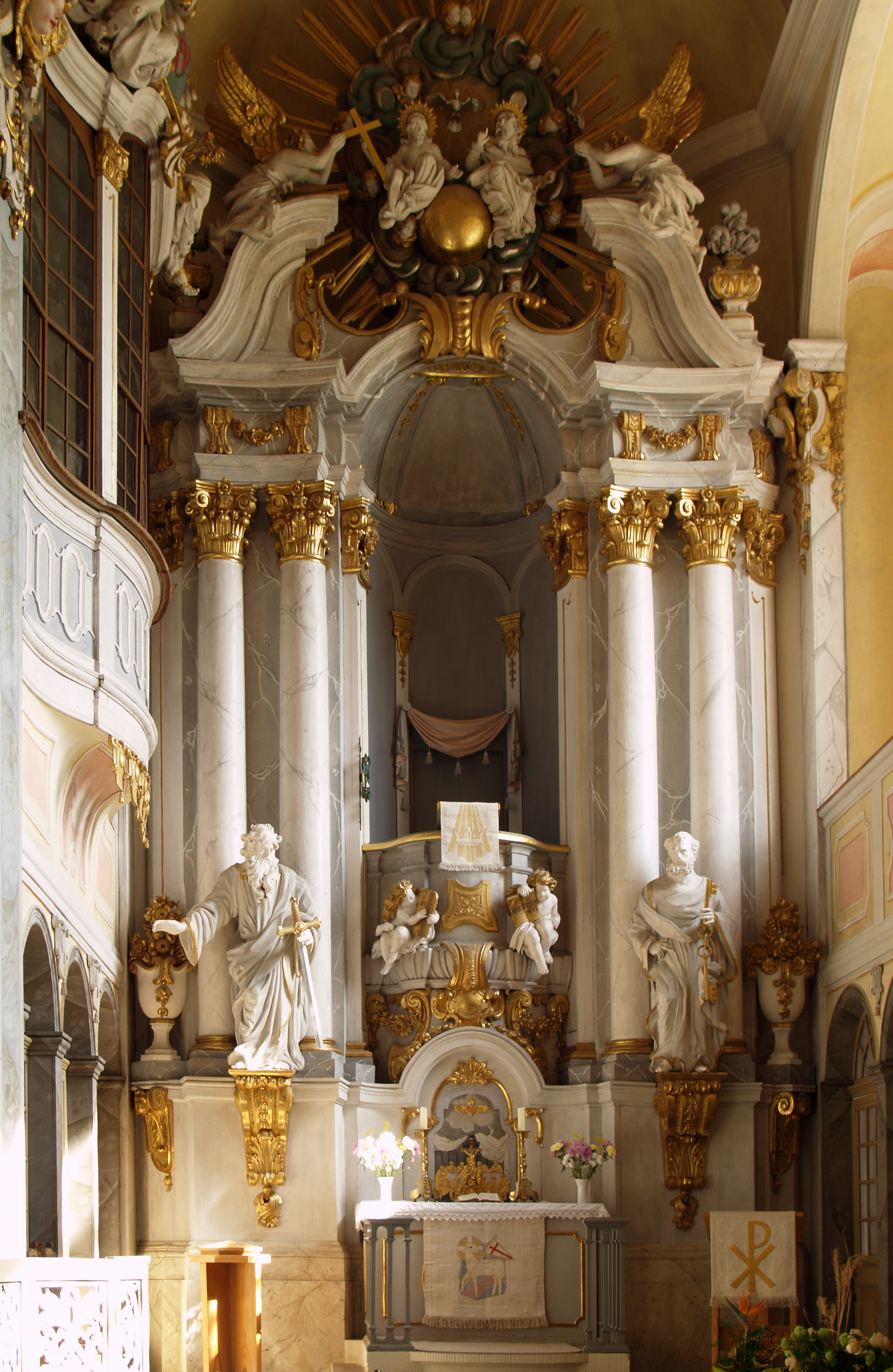
Schlosskapelle. Blick zum Altar

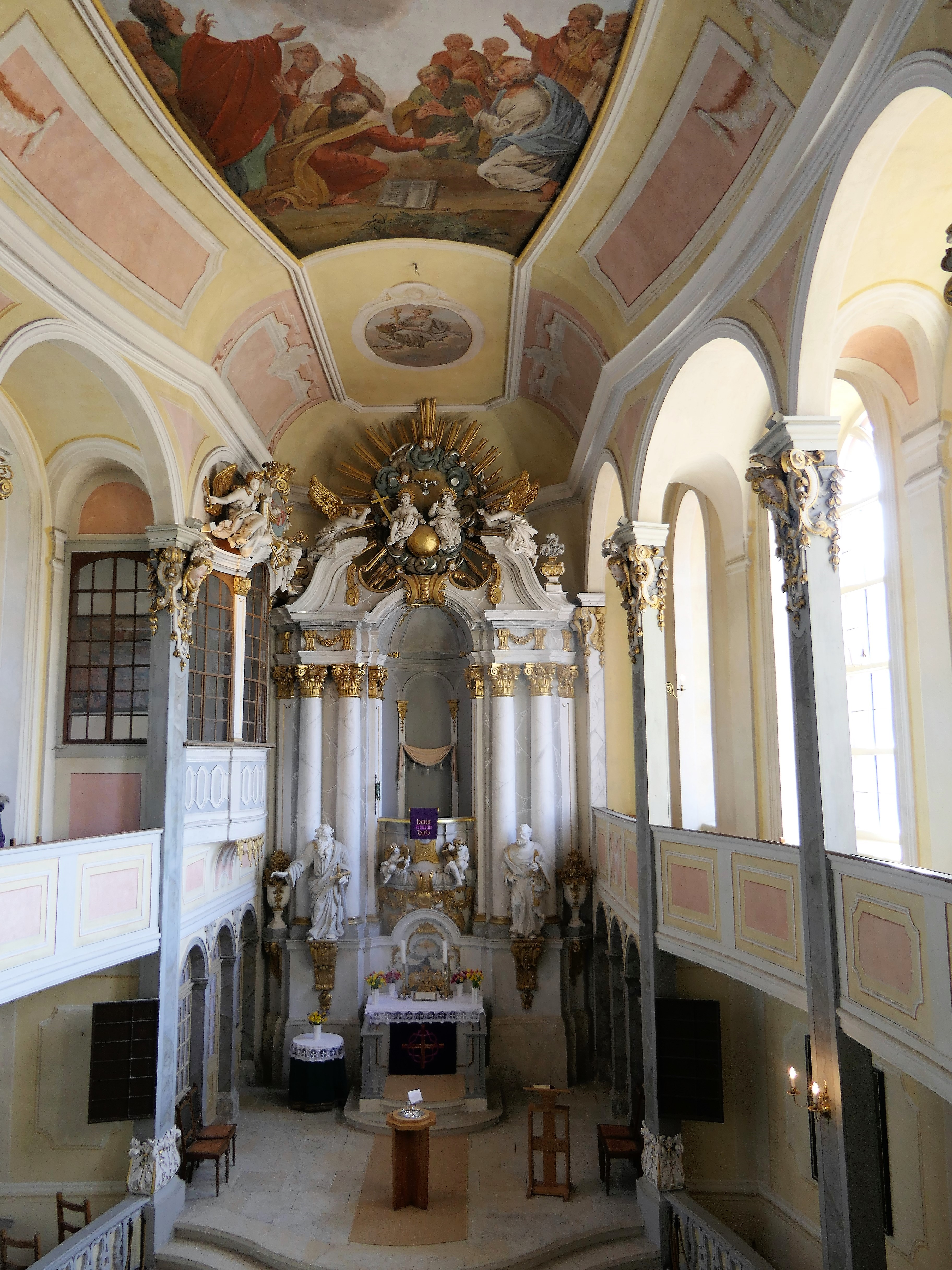
Blick zum Altar mit Herrscherloge links

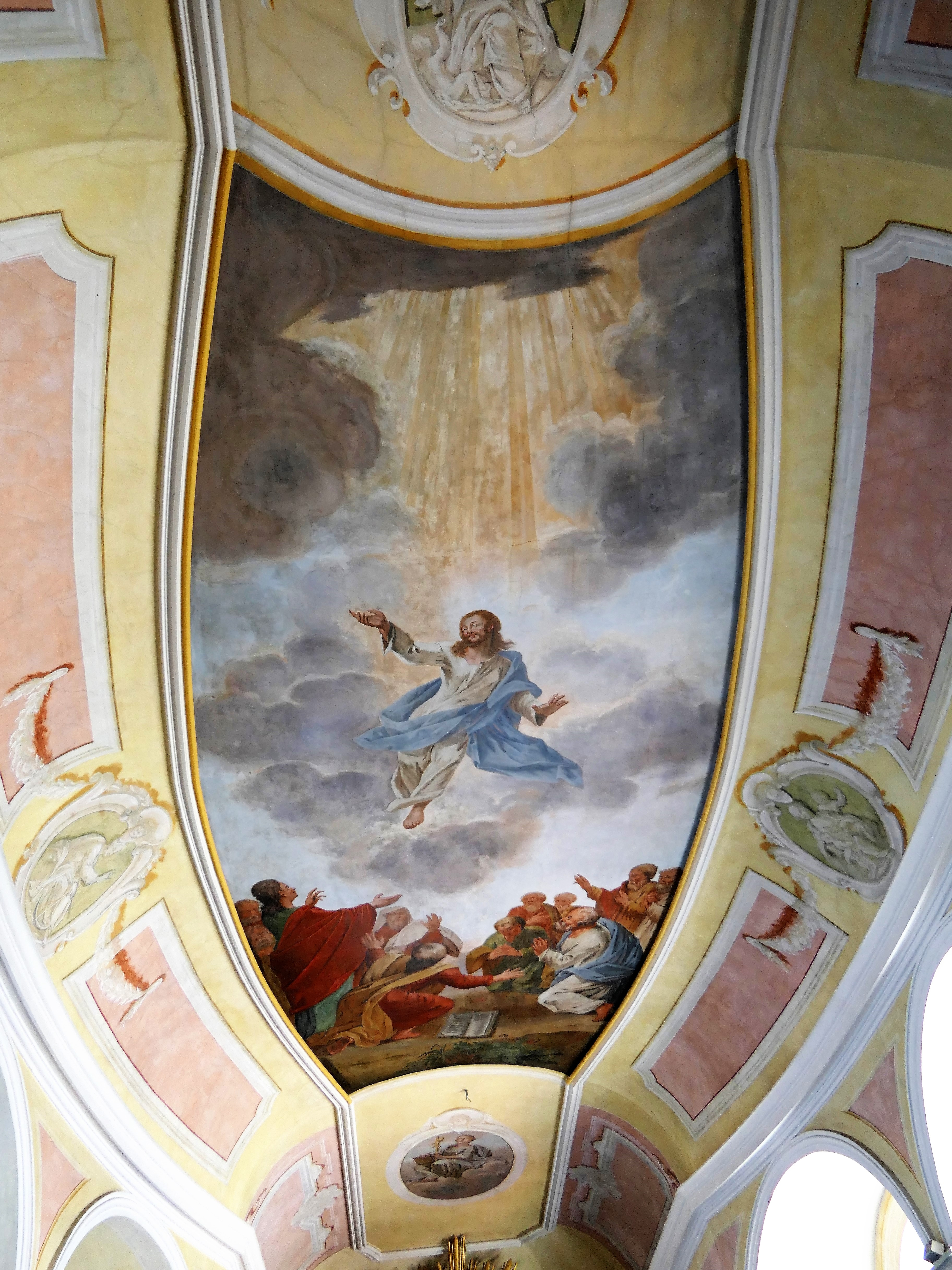
Deckenbemalung

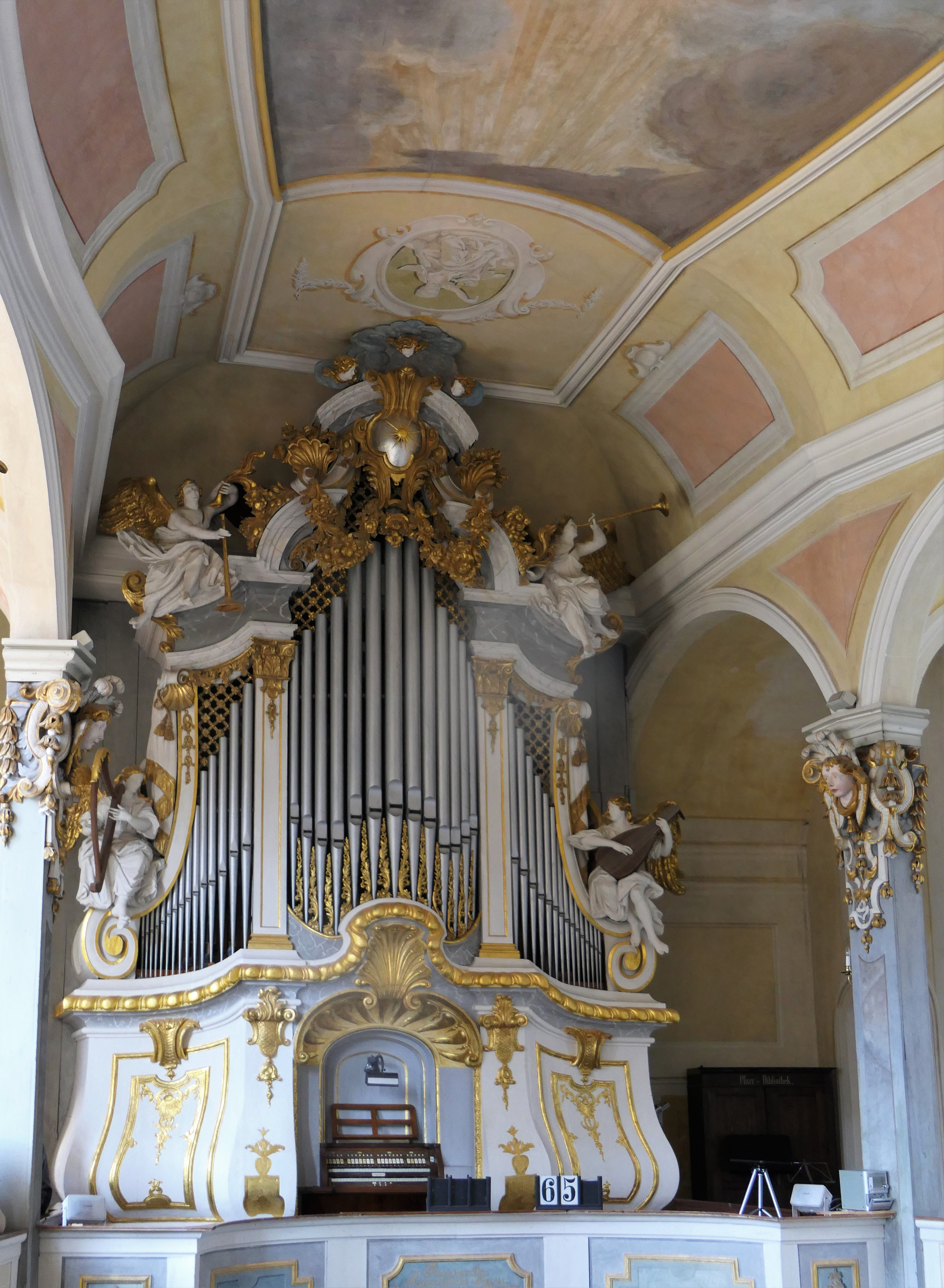
Orgel

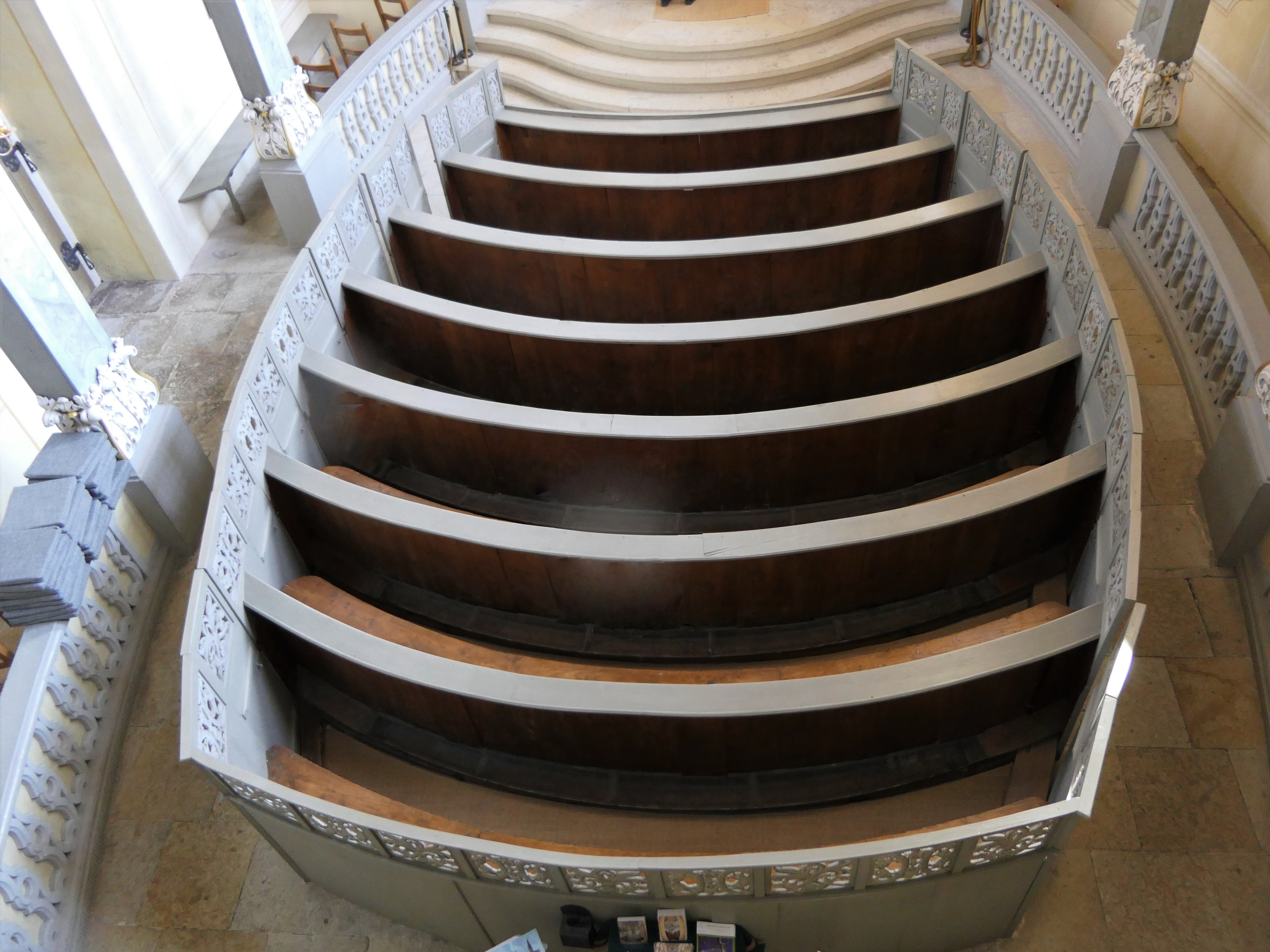
Bestuhlung in Form eines Schiffes

Der barocke Kirchenbau wurde am Platz der alten Schlosskapelle, von welcher Umfassungsmauern einbezogen wurden, im sechsten Geschoss auf dem oberen Burghof in der heutigen Form errichtet. Der von George Bähr beeinflusste Bau erfolgte unter der Leitung seines Schülers, Amtsnachfolgers und Neffen Johann Georg Schmidt (auch Schmid) von 1738 bis 1741. Schmidt war zur gleichen Zeit in die Vollendung der Frauenkirche Dresden eingebunden. George Bähr starb im Jahr des Baubeginns der Schlosskapelle.
Bei der Errichtung der Schlosskapelle wirkte auch der Schüler des Baumeisters, der Weesensteiner Zimmermann Andreas Hünigen mit, von dem sein Biograph P. Fehmann annimmt, dass er mit der Schlosskapelle sein Meisterwerk abgelegt habe.
Der Innenraum in zentraler Lage des Schlosses wurde durch sechs schlanke Holzsäulen zu einem Oval entwickelt. Der Kanzelaltar mit dem reich verzierten Kanzelkorb, die Schmuckformen an den Emporen und der Loge, sowie das Gestühl weisen auf den Einfluss George Bährs hin. Die beiden nahezu lebensgroßen hölzernen Altarfiguren, Apostel Petrus und Paulus, schuf der Permoser-Schüler Johann Benjamin Thomae.
Die Orgel baute der Gottfried-Silbermann-Schüler Johann Tobias Dressel aus Buchholz. Sie wurde später von der Dresdner Firma Jehmlich umgebaut. Den Orgelprospekt schuf der Bildhauer Balthasar Saltzmann, den Entwurf dazu lieferte J. G. Schmidt.
Die Deckenmalerei stammt wahrscheinlich von einem Schüler Anton Raphael Mengs.
Nach der Errichtung der Schlosskapelle wurde ihre Traufhöhe als Richtmaß verwendet, um die benachbarten Gebäudeteile in eine Ebene zu bringen, eine Verschachtelung zu vermeiden und um ein einheitliches äußeres Erscheinungsbild zu erreichen. Diesem Ziel diente auch die anschließend erfolgte illusionistische Fassadenmalerei, die den Eindruck einer plastischen Fassadengliederung erweckt. Die Baukosten betrugen 4.177 Taler, 5 Groschen und 6 Pfennige. Am 23. Juni 1741 erhielt die Kapelle ihre feierliche Weihe.
König Johann von Sachsen übertrug den Dorfbewohnern von Weesenstein, die bisher nach Dohna gepfarrt waren, das Nutzungsrecht an der evangelischen Schlosskapelle. Sie wurde 1870 Pfarrkirche für das Dorf Weesenstein und ist seit 1917 Filialkirche von Burkhardswalde.

## Geläut
Das Geläut besteht aus drei Bronzeglocken, der Glockenstuhl ist aus Eichenholz, die Glockenjoche sind aus Stahl, gekröpft gefertigt
Im Folgenden eine Datenübersicht des Geläutes:
| Nr. | Gussdatum | Gießer                       | Durchmesser | Masse  | Schlagton |
| --- | --------- | ---------------------------- | ----------- | ------ | --------- |
| 1   | 1967      | Glockengießerei S. Schilling | 670 mm      | 200 kg | d´´       |
| 2   | 1967      | Glockengießerei S. Schilling | 560 mm      | 100 kg | fis´´     |
| 3   | 1967      | Glockengießerei S. Schilling | 500 mm      | 70 kg  | a´´       |